# Grand Prix automobile d'Australie 2003
GP précédent GP suivant
Le Grand Prix automobile d'Australie 2003 (2003 Foster's Australian Grand Prix), disputé le 9 mars 2003 sur le circuit de l'Albert Park, est la 698e épreuve du championnat du monde de Formule 1 courue depuis 1950. Il s'agit de la dix-neuvième édition du Grand Prix d'Australie comptant pour le championnat du monde de Formule 1 et de la première manche du championnat 2003.

## Essais libres

### Première séance
| Pos. | Pilote             | Voiture          | Chrono         | Écart     |
| ---- | ------------------ | ---------------- | -------------- | --------- |
| 1    | Kimi Räikkönen     | McLaren-Mercedes | 1 min 26 s 509 |           |
| 2    | David Coulthard    | McLaren-Mercedes | 1 min 26 s 988 | + 0 s 479 |
| 3    | Jarno Trulli       | Renault          | 1 min 27 s 286 | + 0 s 777 |
| 4    | Rubens Barrichello | Ferrari          | 1 min 27 s 459 | + 0 s 950 |
| 5    | Mark Webber        | Jaguar-Ford      | 1 min 27 s 654 | + 1 s 145 |
| 6    | Michael Schumacher | Ferrari          | 1 min 27 s 666 | + 1 s 156 |

### Deuxième séance
| Pos. | Pilote             | Voiture      | Chrono         | Écart     |
| ---- | ------------------ | ------------ | -------------- | --------- |
| 1    | Jarno Trulli       | Renault      | 1 min 26 s 928 |           |
| 2    | Jenson Button      | BAR-Honda    | 1 min 27 s 415 | + 0 s 487 |
| 3    | Fernando Alonso    | Renault      | 1 min 27 s 424 | + 0 s 496 |
| 4    | Michael Schumacher | Ferrari      | 1 min 27 s 517 | + 0 s 589 |
| 5    | Rubens Barrichello | Ferrari      | 1 min 27 s 558 | + 0 s 558 |
| 6    | Juan Pablo Montoya | Williams-BMW | 1 min 27 s 700 | + 0 s 700 |

## Qualifications

### Résultat des qualifications
| Pos. | N° | Pilote                | Écurie                | Qualification 1 | Qualification 2 | Écart     |
| ---- | -- | --------------------- | --------------------- | --------------- | --------------- | --------- |
| 1    | 1  | Michael Schumacher    | Ferrari               | 1 min 27 s 103  | 1 min 27 s 173  |           |
| 2    | 2  | Rubens Barrichello    | Ferrari               | 1 min 26 s 372  | 1 min 27 s 418  | + 0 s 245 |
| 3    | 3  | Juan Pablo Montoya    | Williams-BMW          | 1 min 27 s 450  | 1 min 28 s 101  | + 0 s 928 |
| 4    | 10 | Heinz-Harald Frentzen | Sauber-Petronas       | 1 min 27 s 563  | 1 min 28 s 274  | + 1 s 101 |
| 5    | 20 | Olivier Panis         | Toyota                | 1 min 27 s 352  | 1 min 28 s 288  | + 1 s 115 |
| 6    | 16 | Jacques Villeneuve    | BAR-Honda             | 1 min 26 s 832  | 1 min 28 s 420  | + 1 s 247 |
| 7    | 9  | Nick Heidfeld         | Sauber-Petronas       | 1 min 27 s 510  | 1 min 28 s 464  | + 1 s 291 |
| 8    | 17 | Jenson Button         | BAR-Honda             | 1 min 27 s 159  | 1 min 28 s 682  | + 1 s 509 |
| 9    | 4  | Ralf Schumacher       | Williams-BMW          | 1 min 28 s 266  | 1 min 28 s 830  | + 1 s 657 |
| 10   | 8  | Fernando Alonso       | Renault               | 1 min 27 s 255  | 1 min 28 s 928  | + 1 s 755 |
| 11   | 5  | David Coulthard       | McLaren-Mercedes      | 1 min 27 s 242  | 1 min 29 s 105  | + 1 s 932 |
| 12   | 7  | Jarno Trulli          | Renault               | 1 min 27 s 411  | 1 min 29 s 136  | + 1 s 963 |
| 13   | 11 | Giancarlo Fisichella  | Jordan-Ford           | 1 min 27 s 633  | 1 min 29 s 344  | + 2 s 171 |
| 14   | 14 | Mark Webber           | Jaguar-Cosworth       | 1 min 27 s 675  | 1 min 29 s 367  | + 2 s 194 |
| 15   | 6  | Kimi Räikkönen        | Team McLaren-Mercedes | 1 min 26 s 551  | 1 min 29 s 470  | + 2 s 297 |
| 16   | 21 | Cristiano da Matta    | Toyota                | 1 min 27 s 478  | 1 min 29 s 538  | + 2 s 365 |
| 17   | 12 | Ralph Firman          | Jordan-Ford           | 1 min 29 s 977  | 1 min 31 s 242  | + 4 s 069 |
| 18   | 15 | Antônio Pizzonia      | Jaguar-Cosworth       | 1 min 30 s 092  | 1 min 31 s 723  | + 4 s 550 |
| 19   | 19 | Jos Verstappen        | Minardi-Cosworth      | 1 min 30 s 053  | Pas de temps    |           |
| 20   | 18 | Justin Wilson         | Minardi-Cosworth      | 1 min 30 s 479  | Pas de temps    |           |

## Course

### Classement de la course
| Pos  | N° | Pilote                | Écurie           | Tours | Temps/Abandon                      | Grille | Points |
| ---- | -- | --------------------- | ---------------- | ----- | ---------------------------------- | ------ | ------ |
| 1    | 5  | David Coulthard       | McLaren-Mercedes | 58    | 1 h 34 min 42 s 124 (194,868 km/h) | 11     | 10     |
| 2    | 3  | Juan Pablo Montoya    | Williams-BMW     | 58    | + 8 s 675                          | 3      | 8      |
| 3    | 6  | Kimi Räikkönen        | McLaren-Mercedes | 58    | + 9 s 192                          | 15     | 6      |
| 4    | 1  | Michael Schumacher    | Ferrari          | 58    | + 9 s 482                          | 1      | 5      |
| 5    | 7  | Jarno Trulli          | Renault          | 58    | + 38 s 801                         | 12     | 4      |
| 6    | 10 | Heinz-Harald Frentzen | Sauber-Petronas  | 58    | + 43 s 928                         | 4      | 3      |
| 7    | 8  | Fernando Alonso       | Renault          | 58    | + 45 s 074                         | 10     | 2      |
| 8    | 4  | Ralf Schumacher       | Williams-BMW     | 58    | + 45 s 7                           | 9      | 1      |
| 9    | 16 | Jacques Villeneuve    | BAR-Honda        | 58    | + 1 min 05 s 536                   | 6      |        |
| 10   | 17 | Jenson Button         | BAR-Honda        | 58    | + 1 min 05 s 974                   | 8      |        |
| 11   | 19 | Jos Verstappen        | Minardi-Cosworth | 57    | + 1 tour                           | 20     |        |
| Abd. | 11 | Giancarlo Fisichella  | Jordan-Ford      | 52    | Boîte de vitesses                  | 13     |        |
| Abd. | 15 | Antônio Pizzonia      | Jaguar-Cosworth  | 52    | Suspension                         | 18     |        |
| Abd. | 20 | Olivier Panis         | Toyota           | 31    | Pression d'essence                 | 5      |        |
| Abd. | 9  | Nick Heidfeld         | Sauber-Petronas  | 20    | Suspension                         | 7      |        |
| Abd. | 18 | Justin Wilson         | Minardi-Cosworth | 16    | Radiateur                          | 19     |        |
| Abd. | 14 | Mark Webber           | Jaguar-Cosworth  | 15    | Suspension                         | 14     |        |
| Abd. | 21 | Cristiano da Matta    | Toyota           | 7     | Sortie de piste                    | 16     |        |
| Abd. | 12 | Ralph Firman          | Jordan-Ford      | 6     | Accident                           | 17     |        |
| Abd. | 2  | Rubens Barrichello    | Ferrari          | 5     | Accident                           | 2      |        |

### Pole position et record du tour
- Pole position : Michael Schumacher en 1 min 27 s 173
- Meilleur tour en course : Kimi Räikkönen en 1 min 27 s 724

### Tours en tête
- Michael Schumacher (Ferrari) : 10 tours (1-6, 42-45)
- Juan Pablo Montoya (Williams-BMW) : 21 tours (7-16, 33-41, 46-47)
- Kimi Räikkönen (McLaren-Mercedes) : 16 tours (17-32)
- David Coulthard (McLaren-Mercedes) : 11 tours (48-58)[4]

## Statistiques
Ce Grand Prix d'Australie 2003 constitue :
- La 13e et dernière victoire de David Coulthard.
- La 136e victoire pour McLaren en tant que constructeur.
- La 41e victoire pour Mercedes en tant que motoriste.
- Le 1er Grand Prix pour Justin Wilson.
- Le 1er Grand Prix pour Antônio Pizzonia.
- Le 1er Grand Prix pour Ralph Firman.
- Le 1er Grand Prix pour Cristiano da Matta.
- La course est neutralisée à deux reprises, du tour no 9 au tour no 11 et du tour no 18 au tour no 20.